# Екатериновка (Белебеевский район)
Екатериновка (баш. Екатериновка) — деревня в Белебеевском районе Республики Башкортостан Российской Федерации. Входит в состав Баженовского сельсовета.

## География

### Географическое положение
Расстояние до:
- районного центра (Белебей): 14 км,
- центра сельсовета (Баженово): 5 км,
- ближайшей ж/д станции (Приютово): 8 км.

## История
Анновка в 1840-е — имение обрусевшего грека Д. Бенардаки.

## Население
| 2002 | 2009 | 2010 |
| ---- | ---- | ---- |
| 117  | →117 | ↗122 |

Национальный состав
Согласно переписи 2002 года, преобладающая национальность — русские (50 %)

## Известные уроженцы
Кузнецов, Александр Павлович (8 ноября 1923 года — 30 мая 1979 года) — пом. командира взвода управления 277-го гвардейского истребительного-противотанкового артиллерийского полка (4-я гв. истребительно-противотанковая бригада, 69-я армия, 1-й Белорусский фронт), полковник, полный кавалер ордена Славы.